# Hydrasterias tasmanica
Hydrasterias tasmanica är en sjöstjärneart som beskrevs av McKnight 2006. Hydrasterias tasmanica ingår i släktet Hydrasterias och familjen Pedicellasteridae. Inga underarter finns listade i Catalogue of Life.